# Scolica enchiriadis
Scolica enchiriadis o Scholia enchiriadis es una obra anónima de teoría de la música del siglo IX. Esta obra está íntimamente relacionada con otro tratado titulado Musica enchiriadis. Scolica enchiriadis es el comentario a su tratado compañero Musica enchiriadis. Ambas obras fueron atribuidas a Hucbaldo, no obstante esta teoría ya no es aceptada.

## Descripción
El Scolica enchiriadis está escrito como un diálogo tripartito, ya pesar de ser un comentario sobre el Musica enchiriadis, que es casi tres veces más. Gran parte de la teoría discutida por el tratado está en deuda con las concepciones de Agustín de Hipona acerca de la música, especialmente sus afirmaciones sobre la importancia de las matemáticas en la música como disciplinas afines pertenecientes al quadrivium. Las secciones posteriores se apoyan esencialmente en la teoría de la música de Boecio y de Casiodoro, dos autores de la Edad Media, cuyas obras de música fueron leídas y difundidas durante cientos de años después de su muerte. El tratado hace uso del monocordio para explicar las relaciones interválicas. El tratado también aborda la técnica de canto, la ornamentación del canto llano y la polifonía en el estilo organum.
La escala utilizada en esta obra, que se basa en un sistema de tetracordos, parece haber sido creada exclusivamente para su uso en el propio trabajo en lugar de tomar a partir de la práctica musical real. El tratado también utiliza un sistema muy raro de notación, conocido como notación dasiana. Esta notación tiene una serie de cifras que se giran noventa grados para representar a diferentes alturas.
Una edición crítica de los tratados se publicó en 1981, una traducción al inglés en 1995 y en 2011, en el Pontificio Instituto de Música Sacra de Roma, fue defendida la tesis doctoral Musica et Scolica enchiriadis - Introduzione, traduzione e commento, que constituye la primera traducción completa de estos dos manuales a una lengua romance.